# Henri Aldebert
Henri Eugène Aldebert, född 8 augusti 1880 i Paris, död där 24 april 1961, var en fransk bobåkare och curlingspelare. Han medverkade i det franska laget i fyrmansbob, som slutade på fjärde plats, vid olympiska vinterspelen 1924 i Chamonix. Han var reserv i det franska curlinglaget vid samma OS.